# Timilpan
Timilpan és un municipi de l'estat de Mèxic. San Andrés Timilpan és el cap de municipi i principal centre de població d'aquesta municipalitat. Aquest municipi és a la part nord-occidental de l'estat de Mèxic. Limita al nord amb el municipi de Jilotepec, al sud amb Chapa de Mota, a l'oest amb Morelos i a l'est amb Jilotepec.